# 法屬聖馬丁
聖馬丁集体（法語：Collectivité de Saint-Martin），通称法屬聖馬丁或圣马丁（Saint-Martin，發音：[sɛ̃ maʁtɛ̃] ⓘ），是一個法国海外集体。法國政府於2007年2月22日宣布該地自法屬瓜德罗普分離，在圣马丁领地議會首次集會的2007年7月15日正式生效。其轄區主要包含圣马丁岛的北部60%面積和附近的島嶼，并为欧盟外延地区（OMR）之一。該地為法國在加勒比地區小安的列斯群島的四個屬地之一。

## 歷史
克里斯托弗·哥伦布在1493年的第二次橫渡大西洋時首次見到該島，並以當日11月11日的主保聖人都爾的瑪爾定命名該島，是為｢Isla de San Martín」。雖然哥倫布宣稱此地為西班牙領地，但他從沒在此登陸，而西班牙也不急於在此建立殖民地。
相反法国和荷兰則覬覦此島：法國欲要殖民百慕大至特立尼达岛之間的島嶼，而荷蘭則發現聖馬丁島可以作為巴西和新阿姆斯特丹（今日的紐約）兩塊殖民地航線的中途補給站。荷蘭人輕易在1631年設立定居點，並建立了阿姆斯特丹堡抵禦入侵者，荷兰东印度公司開始在島上經營鹽礦。法國和英国人也紛紛在島上設立定居點，令西班牙人發覺聖馬丁很搶手。西班牙籍八十年戰爭在1633年一舉攻佔全島，並將其他國家的殖民者驅逐。
荷蘭人此後發動數次攻勢企圖奪回該島未遂，直至1648年八十年戰爭結束，西班牙承認荷蘭獨立，並因無法盈利且無需在加勒比海的海軍基地而放棄聖馬丁島，法荷兩國的殖民者分別自圣基茨岛和圣尤斯特歇斯岛回到島上。雙方經過數輪衝突，發覺都無法將對方驅離該島，因此在1648年在島上的協和峰簽署和約，瓜分聖馬丁島，而法國更在該島對開海域部署海軍軍艦，以恐嚇荷蘭人給予他們更多土地。但和約簽署過後至1816年，法荷兩軍在島上依然衝突不斷，更曾修界16次，更因法荷兩國數次和英國交戰，而導致全島被英軍佔領。而現時的劃界在1816年成形，法佔區54平方公里，荷佔區41平方公里。
西班牙人最先將黑奴帶到聖馬丁島，但人數直至島上出現棉花、烟草和甘蔗種植園，奴隸人數才急劇上升，並超越奴隸主的人數。由於受到殘酷對待，奴隸們曾發動叛亂，而壓倒性的人數優勢令奴隸主無法忽視，法屬聖馬丁在1848年7月12日廢除奴隸制，荷佔區在15年後也廢除了。

## 地理

（從上到下）安圭拉島、聖馬丁島、聖巴泰勒米島、薩巴島、圣尤斯特歇斯島

法屬聖馬丁佔據了聖馬丁島北半部。北面與英國海外領土安圭拉隔著安圭拉海峽，島東南方是法屬聖巴泰勒米島，再往南是荷蘭公共實體薩巴島和聖尤斯特歇斯島。
法屬聖馬丁面積53平方公里。地形一般為丘陵，最高峰是海拔424 米（1,391 ft）的帕拉迪斯峰，同時這也是整個聖馬丁島上的最高峰。

## 人口
聖馬丁的人口為 34,065（2018 年 1 月人口普查），人口密度為每平方公里 640 人（1,700/平方英里）。在 2017 年 1 月的法國人口普查中，人口為 35,334 （1982 年人口普查時只有 8,072 名居民）。2017 年 1 月至 2018 年 1 月期間的人口減少是由於颶風艾爾瑪於 2017 年 9 月上旬影響了聖馬丁並摧毀了該領土的大部分基礎設施。
大多數居民生活在城鎮沿海地區馬里戈特，Grand Case和Quartier-d'Orleans。大多數居民是黑人或混血的克里奧爾人血統，少數歐洲人和印度人。
法語是官方語言。其他使用的語言包括英語、荷蘭語、帕皮阿門托語和西班牙語。在島上的法國和荷蘭雙方的非正式場合，都使用當地的英語方言。
主要宗教是羅馬天主教、耶和華見證人、各種新教教派和印度教。

## 經濟
作為法國的一部分，法屬聖馬丁的官方貨幣是歐元，美元也被廣泛接受。旅遊業是主要的經濟活動——每年有超過 100 萬遊客，約有 85% 的人口從事這一行業。另一個主要部門是金融服務業。雖然數量有限，但也有農業和漁業，儘管這些部門非常小，而且大部分食品是進口的。

## 交通
法屬聖馬丁有一個機場，即大凱斯-埃斯佩蘭斯機場，提供飛往瓜德羅普、馬提尼克和聖巴泰勒米的航班。對於國際遊客，法屬聖馬丁需依靠島上荷蘭一側的朱利安納公主國際機場。

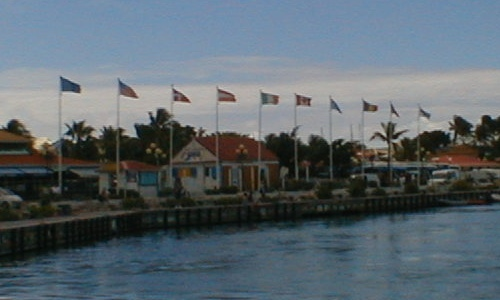
聖馬丁港
地形圖
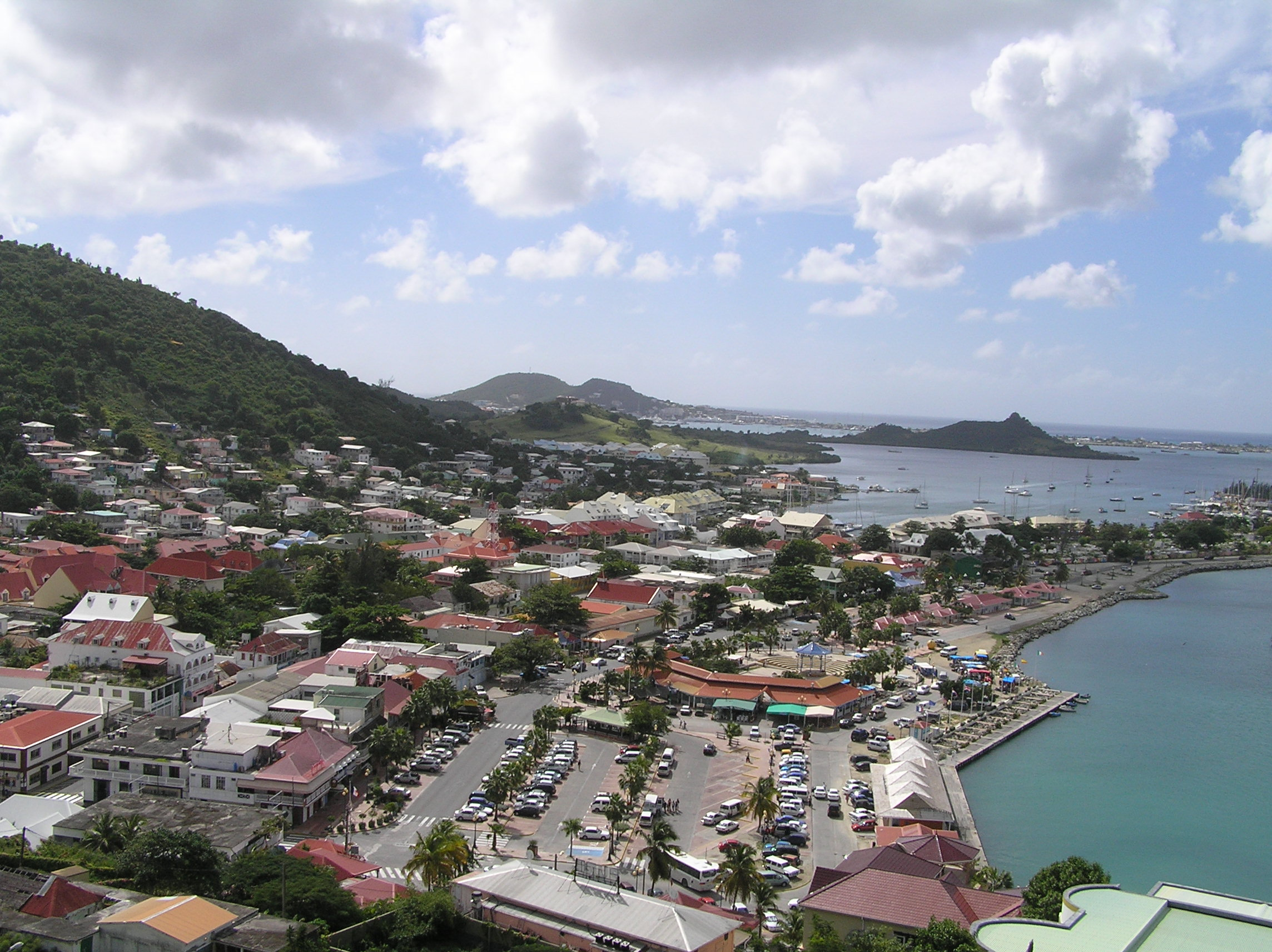
马里戈
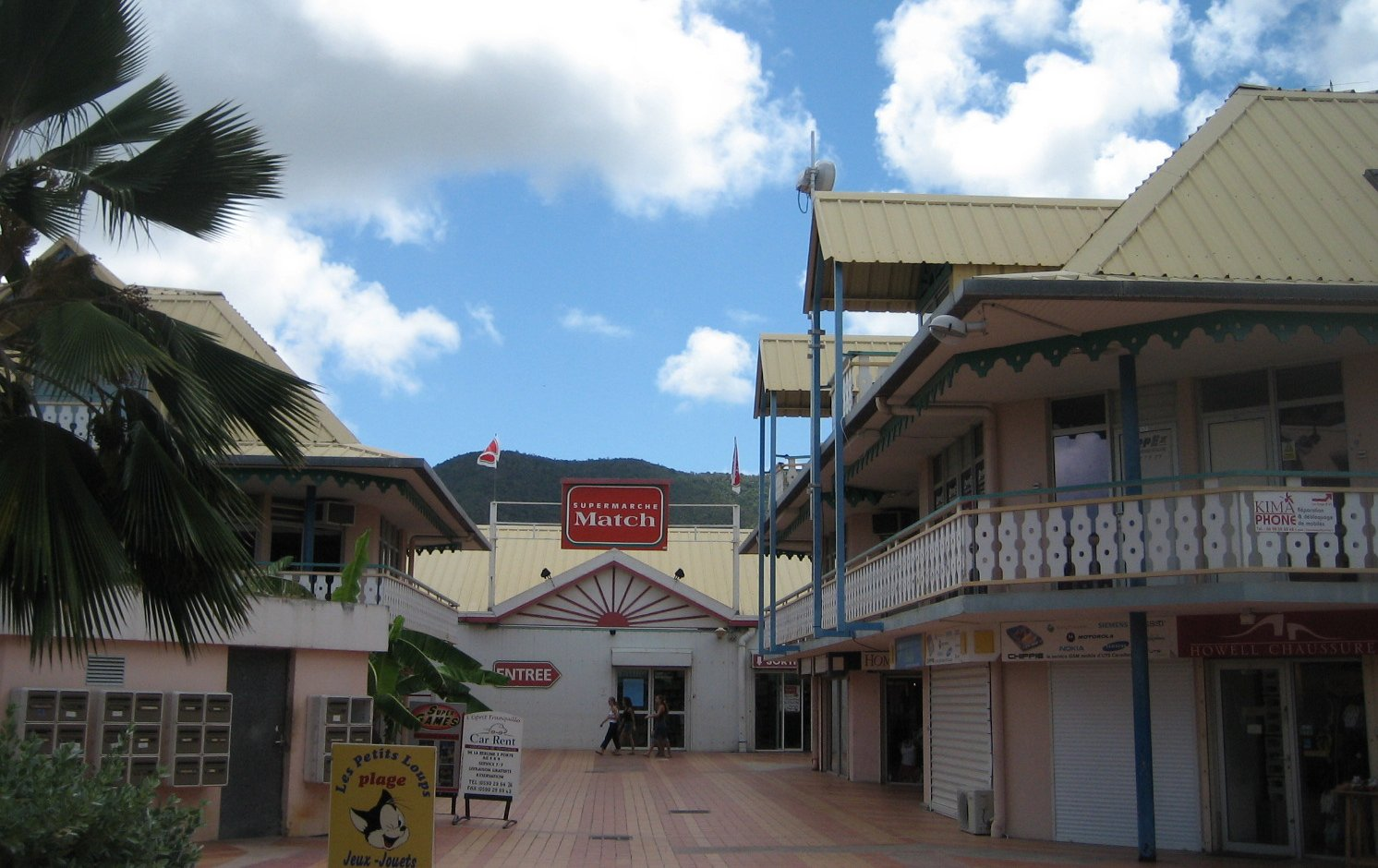
購物中心
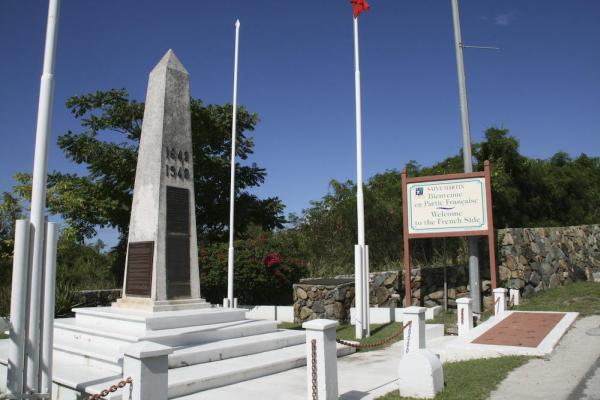
法荷邊界碑
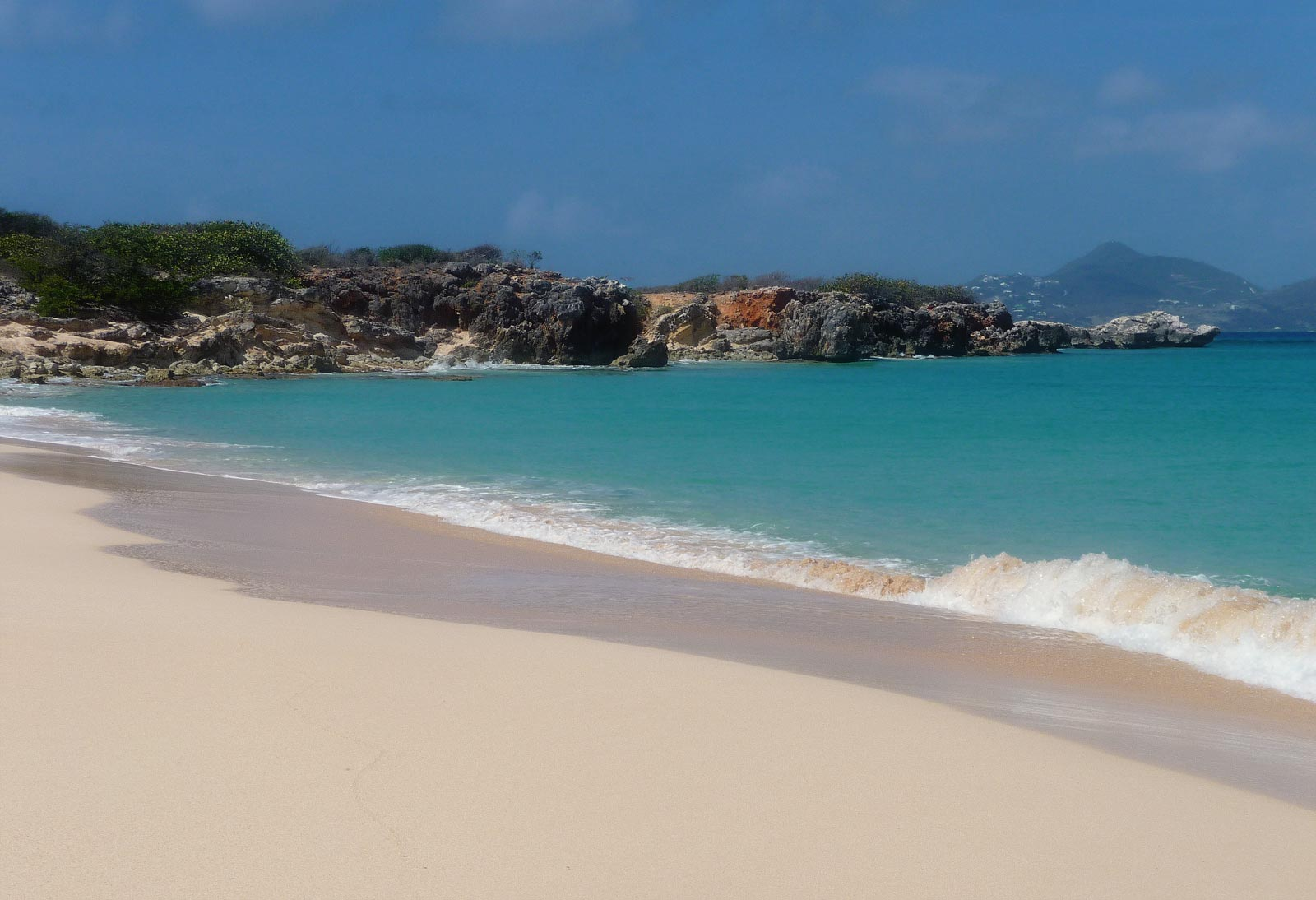
海水浴場
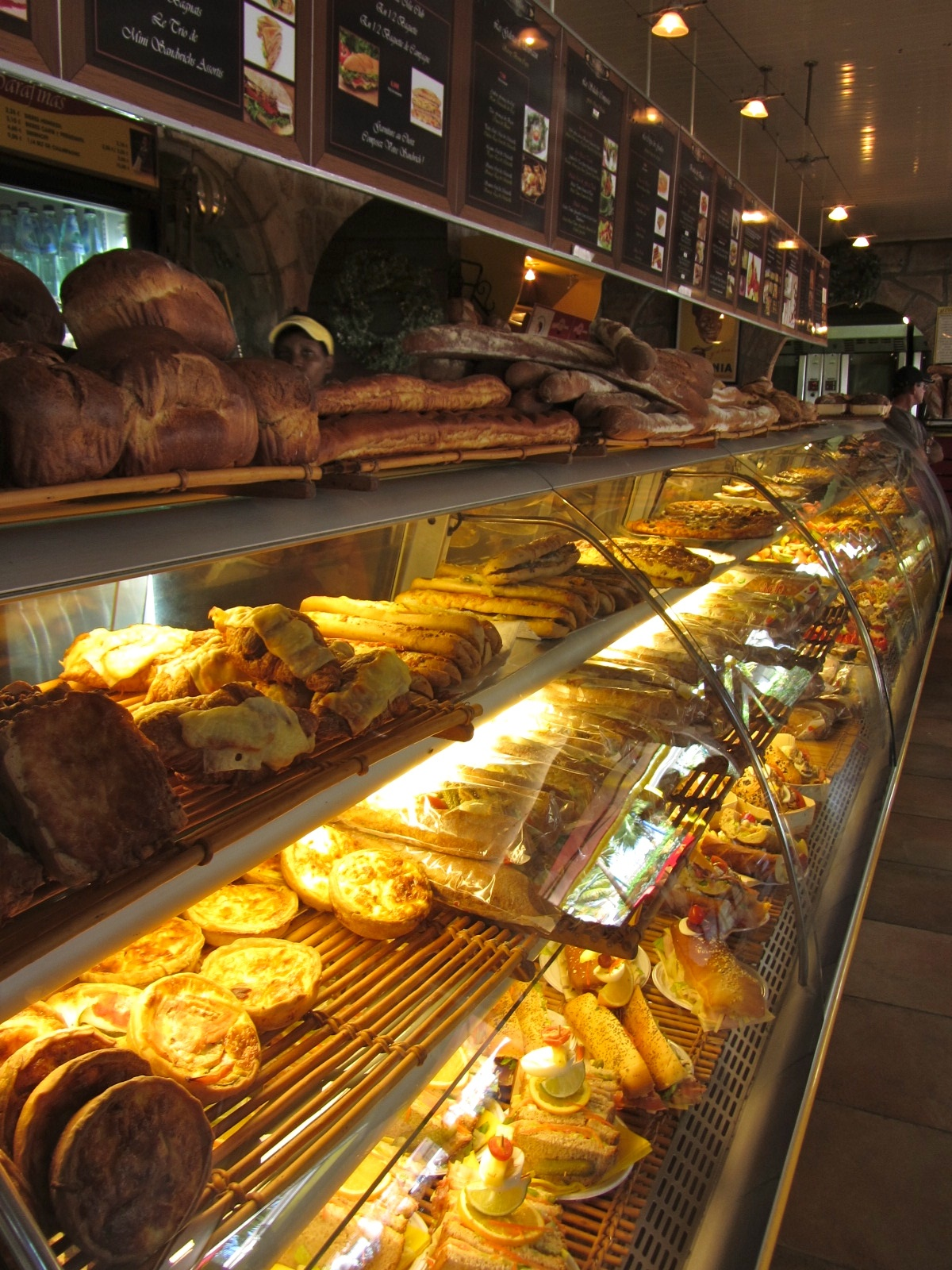
聖馬丁糕餅店

### 引用
1. ↑  .   [2008-08-30]. （原始内容存档于2018-12-24）.
2. ↑  （法文） INSEE, 法國政府. .   [2012-08-20]. （原始内容存档于2012-01-16）.
3. ↑  Magras, Bruno. Letter of Information from the Mayor to the residents and non-residents, to the French and to the foreigners, of Saint Barthelemy （页面存档备份，存于） (PDF), St. Barth Weekly, 2007-02-16, p. 2. Retrieved on 2007-02-18.
4. ↑  La Gazette des communes的報導[永久]

### 网页
- CIA World Factbook （页面存档备份，存于）
- Worldstatesmen.org （页面存档备份，存于）